# Puchar Świata w skokach narciarskich 2004/2005
Puchar Świata w skokach narciarskich 2004/2005 – 26. edycja Pucharu Świata mężczyzn w skokach narciarskich, która rozpoczęła się 27 listopada 2004 w fińskiej Ruce na skoczni Rukatunturi a zakończyła 20 marca 2005 na Letalnicy w słoweńskiej Planicy.
Konkurs w Ruce (Rukatunturi) zaplanowany na 26 listopada 2004 z powodu niekorzystnych warunków atmosferycznych został przeniesiony na niedzielę 28 listopada na godzinę 14:00.
Ostateczny kalendarz zawodów został zatwierdzony dnia 4 czerwca w Miami. Zdobywcą Kryształowej Kuli został Fin Janne Ahonen.

## Kalendarz i wyniki
| Lp                                                                                  | Data              | Miejscowość      | Skocznia                   | HS    | Uwagi        | 1. miejsce                                                                               | 2. miejsce                                                                           | 3. miejsce                                                                               |
| ----------------------------------------------------------------------------------- | ----------------- | ---------------- | -------------------------- | ----- | ------------ | ---------------------------------------------------------------------------------------- | ------------------------------------------------------------------------------------ | ---------------------------------------------------------------------------------------- |
| 1.                                                                                  | 27 listopada 2004 | Ruka             | Rukatunturi                | HS142 | nocny        | Janne Ahonen                                                                             | Alexander Herr                                                                       | Martin Höllwarth                                                                         |
| 2.                                                                                  | 28 listopada 2004 | Ruka             | Rukatunturi                | HS142 | [ a ]        | Janne Ahonen                                                                             | Thomas Morgenstern                                                                   | Jakub Janda                                                                              |
| 3.                                                                                  | 4 grudnia 2004    | Trondheim        | Granåsen                   | HS131 | nocny        | Janne Ahonen                                                                             | Jakub Janda                                                                          | Andreas Widhölzl                                                                         |
| 4.                                                                                  | 5 grudnia 2004    | Trondheim        | Granåsen                   | HS131 | -            | Janne Ahonen                                                                             | Martin Höllwarth                                                                     | Andreas Widhölzl                                                                         |
| 5.                                                                                  | 11 grudnia 2004   | Harrachov        | Čertak                     | HS142 | -            | Adam Małysz                                                                              | Janne Ahonen                                                                         | Georg Späth                                                                              |
| 6.                                                                                  | 12 grudnia 2004   | Harrachov        | Čertak                     | HS142 | -            | Janne Ahonen                                                                             | Roar Ljøkelsøy                                                                       | Jakub Janda                                                                              |
| 7.                                                                                  | 18 grudnia 2004   | Engelberg        | Gross-Titlis-Schanze       | HS137 | -            | Janne Ahonen                                                                             | Thomas Morgenstern                                                                   | Jakub Janda                                                                              |
| 8.                                                                                  | 19 grudnia 2004   | Engelberg        | Gross-Titlis-Schanze       | HS137 | -            | Janne Ahonen                                                                             | Jakub Janda                                                                          | Martin Höllwarth                                                                         |
| 9.                                                                                  | 29 grudnia 2004   | Oberstdorf       | Schattenbergschanze        | HS137 | TCS, nocny   | Janne Ahonen                                                                             | Roar Ljøkelsøy                                                                       | Adam Małysz                                                                              |
| 10.                                                                                 | 1 stycznia 2005   | Ga-Pa            | Große Olympiaschanze       | HS125 | TCS          | Janne Ahonen                                                                             | Thomas Morgenstern                                                                   | Georg Späth                                                                              |
| 11.                                                                                 | 3 stycznia 2005   | Innsbruck        | Bergisel                   | HS130 | TCS          | Janne Ahonen                                                                             | Adam Małysz                                                                          | Jakub Janda                                                                              |
| 12.                                                                                 | 6 stycznia 2005   | Bischofshofen    | Paul-Ausserleitner-Schanze | HS140 | TCS, nocny   | Martin Höllwarth                                                                         | Janne Ahonen                                                                         | Daiki Itō                                                                                |
| 13.                                                                                 | 8 stycznia 2005   | Willingen        | Mühlenkopfschanze          | HS145 | nocny, druż. | Niemcy 1. Maximilian Mechler 2. Michael Uhrmann 3. Alexander Herr 4. Georg Späth         | Finlandia 1. Matti Hautamäki 2. Risto Jussilainen 3. Tami Kiuru 4. Janne Ahonen      | Austria 1. Andreas Widhölzl 2. Wolfgang Loitzl 3. Thomas Morgenstern 4. Martin Höllwarth |
| 14.                                                                                 | 9 stycznia 2005   | Willingen        | Mühlenkopfschanze          | HS145 | nocny        | Janne Ahonen                                                                             | Martin Höllwarth                                                                     | Andreas Küttel                                                                           |
| 15.                                                                                 | 15 stycznia 2005  | Tauplitz         | Kulm                       | HS200 | loty         | Andreas Widhölzl                                                                         | Roar Ljøkelsøy                                                                       | Adam Małysz                                                                              |
| 16.                                                                                 | 16 stycznia 2005  | Tauplitz         | Kulm                       | HS200 | loty         | Adam Małysz                                                                              | Andreas Widhölzl                                                                     | Risto Jussilainen                                                                        |
| 17.                                                                                 | 22 stycznia 2005  | Titisee-Neustadt | Hochfirstschanze           | HS142 | -            | Janne Ahonen                                                                             | Jakub Janda                                                                          | Thomas Morgenstern                                                                       |
| 18.                                                                                 | 23 stycznia 2005  | Titisee-Neustadt | Hochfirstschanze           | HS142 | -            | Jakub Janda                                                                              | Adam Małysz                                                                          | Risto Jussilainen                                                                        |
| 19.                                                                                 | 29 stycznia 2005  | Zakopane         | Wielka Krokiew             | HS134 | nocny        | Adam Małysz Roar Ljøkelsøy                                                               | -                                                                                    | Risto Jussilainen                                                                        |
| 20.                                                                                 | 30 stycznia 2005  | Zakopane         | Wielka Krokiew             | HS134 | -            | Adam Małysz                                                                              | Janne Ahonen                                                                         | Roar Ljøkelsøy                                                                           |
| 21.                                                                                 | 5 lutego 2005     | Sapporo          | Ōkurayama                  | HS134 | nocny        | Kazuyoshi Funaki                                                                         | Thomas Morgenstern                                                                   | Roar Ljøkelsøy                                                                           |
| 22.                                                                                 | 6 lutego 2005     | Sapporo          | Ōkurayama                  | HS134 | -            | Roar Ljøkelsøy                                                                           | Risto Jussilainen                                                                    | Thomas Morgenstern                                                                       |
| 23.                                                                                 | 11 lutego 2005    | Pragelato        | Trampolino a Monte         | HS140 | -            | Matti Hautamäki                                                                          | Michael Uhrmann                                                                      | Thomas Morgenstern                                                                       |
| 24.                                                                                 | 12 lutego 2005    | Pragelato        | Trampolino a Monte         | HS140 | druż.        | Austria 1. Andreas Widhölzl 2. Wolfgang Loitzl 3. Thomas Morgenstern 4. Martin Höllwarth | Słowenia 1. Primož Peterka 2. Robert Kranjec 3. Rok Benkovič 4. Jernej Damjan        | Niemcy 1. Jörg Ritzerfeld 2. Martin Schmitt 3. Stephan Hocke 4. Michael Uhrmann          |
|                                                                                     |                   |                  |                            |       |              |                                                                                          |                                                                                      |                                                                                          |
| Mistrzostwa Świata w Narciarstwie Klasycznym 2005 • Oberstdorf, 16 – 27 lutego 2005 |                   |                  |                            |       |              |                                                                                          |                                                                                      |                                                                                          |
|                                                                                     |                   |                  |                            |       |              |                                                                                          |                                                                                      |                                                                                          |
| 25.                                                                                 | 5 marca 2005      | Lahti            | Salpausselkä               | HS130 | nocny, druż. | Norwegia 1. Bjørn Einar Romøren 2. Henning Stensrud 3. Daniel Forfang 4. Roar Ljøkelsøy  | Finlandia 1. Jussi Hautamäki 2. Risto Jussilainen 3. Matti Hautamäki 4. Janne Ahonen | Austria 1. Wolfgang Loitzl 2. Florian Liegl 3. Thomas Morgenstern 4. Martin Höllwarth    |
| 26.                                                                                 | 6 marca 2005      | Lahti            | Salpausselkä               | HS130 | TN           | Matti Hautamäki                                                                          | Roar Ljøkelsøy                                                                       | Thomas Morgenstern                                                                       |
| 27.                                                                                 | 9 marca 2005      | Kuopio           | Puijo                      | HS127 | TN, nocny    | Matti Hautamäki                                                                          | Roar Ljøkelsøy                                                                       | Adam Małysz Jakub Janda                                                                  |
| 28.                                                                                 | 11 marca 2005     | Lillehammer      | Lysgårdsbakken             | HS134 | TN, nocny    | Matti Hautamäki                                                                          | Sigurd Pettersen                                                                     | Lars Bystøl                                                                              |
| 29.                                                                                 | 13 marca 2005     | Oslo             | Holmenkollbakken           | HS128 | TN           | Matti Hautamäki                                                                          | Bjørn Einar Romøren                                                                  | Michael Uhrmann                                                                          |
| 30.                                                                                 | 19 marca 2005     | Planica          | Letalnica                  | HS215 | loty         | Matti Hautamäki                                                                          | Andreas Widhölzl                                                                     | Bjørn Einar Romøren                                                                      |
| 31.                                                                                 | 20 marca 2005     | Planica          | Letalnica                  | HS215 | loty         | Bjørn Einar Romøren                                                                      | Roar Ljøkelsøy                                                                       | Andreas Widhölzl                                                                         |

## Statystyki indywidualne
| Zawodnik | Ruka 27.11 | Ruka 28.11 | Trondheim 4.12 | Trondheim 5.12 | Harrachov 11.12 | Harrachov 12.12 | Engelberg 18.12 | Engelberg 19.12 | Oberstdorf 29.12 | Garmisch-Partenkirchen 1.01 | Innsbruck 3.01 | Bischofshofen 6.01 | Willingen 9.01 | Tauplitz 15.01 | Tauplitz 16.01 | Titisee-Neustadt 22.01 | Titisee-Neustadt 23.01 | Zakopane 29.01 | Zakopane 30.01 | Sapporo 5.02 | Sapporo 6.02 | Pragelato 11.02 | Lahti 6.03 | Kuopio 9.03 | Lillehammer 11.03 | Oslo 13.03 | Planica 19.03 | Planica 20.03 |         |
| Austria | Austria    | Austria    | Austria        | Austria        | Austria         | Austria         | Austria         | Austria         | Austria          | Austria                     | Austria        | Austria            | Austria        | Austria        | Austria        | Austria                | Austria                | Austria        | Austria        | Austria      | Austria      | Austria         | Austria    | Austria     | Austria           | Austria    | Austria       | Austria       | Austria |
| --- | ---------- | ---------- | -------------- | -------------- | --------------- | --------------- | --------------- | --------------- | ---------------- | --------------------------- | -------------- | ------------------ | -------------- | -------------- | -------------- | ---------------------- | ---------------------- | -------------- | -------------- | ------------ | ------------ | --------------- | ---------- | ----------- | ----------------- | ---------- | ------------- | ------------- | ------- |
| Manuel Fettner | –          | –          | –              | –              | –               | –               | –               | –               | –                | –                           | q              | 48                 | –              | –              | –              | 48                     | 37                     | –              | –              | –            | –            | –               | –          | –           | 31                | 41         | –             | –             |         |
| Andreas Goldberger | –          | –          | dsq            | 12             | 25              | 19              | 27              | 32              | 39               | 17                          | 39             | 27                 | –              | 21             | 27             | 27                     | 23                     | 40             | 50             | –            | –            | 25              | 49         | q           | –                 | –          | q             | –             |         |
| Mathias Hafele | –          | –          | –              | –              | –               | –               | –               | –               | –                | –                           | q              | 50                 | –              | –              | –              | –                      | –                      | –              | –              | –            | –            | –               | –          | –           | –                 | –          | –             | –             |         |
| Martin Höllwarth | 3          | 7          | 8              | 2              | 9               | 4               | 4               | 3               | 5                | 4                           | 5              | 1                  | 2              | 11             | 16             | 4                      | 4                      | 6              | 6              | 4            | 4            | 4               | 9          | 21          | 14                | 17         | 23            | 17            |         |
| Stefan Kaiser | 30         | 23         | q              | 24             | 30              | 33              | –               | –               | –                | –                           | q              | q                  | –              | –              | –              | –                      | –                      | –              | –              | –            | –            | –               | –          | –           | –                 | –          | –             | –             |         |
| Martin Koch | –          | –          | –              | –              | –               | –               | –               | –               | –                | –                           | q              | 33                 | –              | 13             | 19             | 40                     | 22                     | 42             | 36             | 24           | 19           | –               | 44         | 45          | dsq               | 50         | 36            | –             |         |
| Andreas Kofler | q          | 38         | 41             | 19             | 32              | 28              | –               | –               | q                | 31                          | 45             | q                  | –              | –              | –              | 20                     | 16                     | 21             | 21             | 18           | 37           | 44              | 38         | 49          | 23                | 36         | q             | –             |         |
| Florian Liegl | 15         | 34         | 40             | 45             | –               | –               | 29              | 14              | q                | 41                          | 18             | 22                 | –              | 30             | 38             | –                      | –                      | –              | –              | 25           | 6            | 39              | 27         | 38          | 25                | 20         | 33            | 29            |         |
| Wolfgang Loitzl | 17         | 15         | 9              | 13             | 8               | 13              | 15              | 11              | 18               | 24                          | 26             | 11                 | 15             | 24             | 20             | 17                     | 24                     | 26             | 20             | –            | –            | 13              | 23         | 27          | 13                | 28         | 34            | 27            |         |
| Thomas Morgenstern | 5          | 2          | 5              | 18             | 13              | 7               | 2               | 22              | 11               | 2                           | 4              | 5                  | 19             | 4              | 5              | 3                      | 6                      | 12             | 12             | 2            | 3            | 3               | 3          | 13          | 18                | 6          | 12            | 26            |         |
| Christian Nagiller | –          | –          | –              | –              | –               | –               | –               | –               | –                | –                           | q              | q                  | –              | –              | –              | –                      | –                      | –              | –              | –            | –            | –               | –          | –           | –                 | –          | –             | –             |         |
| Balthasar Schneider | –          | –          | –              | –              | –               | –               | 28              | 40              | 31               | 33                          | 50             | 23                 | –              | –              | –              | –                      | –                      | 20             | 30             | 31           | 13           | q               | –          | –           | –                 | –          | –             | –             |         |
| Reinhard Schwarzenberger | 36         | q          | –              | –              | 39              | 26              | 30              | 47              | –                | –                           | 27             | 43                 | q              | q              | q              | –                      | –                      | –              | –              | 38           | 38           | –               | –          | –           | –                 | –          | –             | –             |         |
| Stefan Thurnbichler | –          | –          | –              | –              | –               | –               | –               | –               | –                | –                           | q              | q                  | –              | –              | –              | –                      | –                      | –              | –              | –            | –            | –               | –          | –           | –                 | –          | –             | –             |         |
| Andreas Widhölzl | 9          | 5          | 3              | 3              | 14              | 6               | 5               | 30              | 35               | 9                           | 6              | 16                 | 8              | 1              | 2              | 8                      | 5                      | 9              | 7              | –            | –            | 10              | –          | 10          | 10                | 5          | 2             | 3             |         |
| Białoruś |            |            |                |                |                 |                 |                 |                 |                  |                             |                |                    |                |                |                |                        |                        |                |                |              |              |                 |            |             |                   |            |               |               |         |
| Maksim Anisimau | q          | q          | 48             | 31             | –               | –               | 47              | 38              | 29               | q                           | 41             | q                  | q              | –              | –              | 58                     | q                      | –              | –              | –            | –            | q               | q          | 48          | –                 | 42         | –             | –             |         |
| Piotr Czaadajew | q          | q          | –              | –              | q               | 46              | –               | –               | –                | –                           | –              | –                  | –              | –              | –              | 56                     | q                      | q              | 49             | –            | –            | –               | –          | q           | –                 | –          | –             | –             |         |
| Chiny |            |            |                |                |                 |                 |                 |                 |                  |                             |                |                    |                |                |                |                        |                        |                |                |              |              |                 |            |             |                   |            |               |               |         |
| Li Yang | –          | –          | –              | –              | –               | –               | –               | –               | q                | –                           | q              | –                  | –              | –              | –              | –                      | –                      | –              | –              | –            | –            | –               | –          | –           | –                 | –          | –             | –             |         |
| Tian Zhandong | –          | –          | –              | –              | –               | –               | –               | –               | 48               | q                           | q              | q                  | –              | –              | –              | –                      | –                      | –              | –              | –            | –            | –               | –          | –           | –                 | –          | –             | –             |         |
| Wang Jianxun | –          | –          | –              | –              | –               | –               | –               | –               | –                | –                           | –              | q                  | –              | –              | –              | –                      | –                      | –              | –              | –            | –            | –               | –          | –           | –                 | –          | –             | –             |         |
| Czechy |            |            |                |                |                 |                 |                 |                 |                  |                             |                |                    |                |                |                |                        |                        |                |                |              |              |                 |            |             |                   |            |               |               |         |
| Michal Doležal | –          | –          | –              | –              | q               | q               | –               | –               | q                | q                           | –              | –                  | –              | –              | –              | –                      | –                      | –              | –              | –            | –            | –               | –          | –           | –                 | –          | –             | –             |         |
| Antonín Hájek | –          | –          | –              | –              | q               | q               | –               | –               | –                | –                           | q              | 36                 | q              | –              | –              | –                      | –                      | 41             | 31             | 22           | 23           | 35              | –          | –           | –                 | –          | –             | –             |         |
| Lukáš Hlava | –          | –          | –              | –              | q               | q               | –               | –               | –                | –                           | –              | –                  | –              | –              | –              | –                      | –                      | –              | –              | –            | –            | –               | –          | –           | –                 | –          | q             | –             |         |
| Jakub Janda | 14         | 3          | 2              | 6              | 4               | 3               | 3               | 2               | 9                | 6                           | 3              | 4                  | 5              | 5              | 9              | 2                      | 1                      | 11             | 9              | –            | –            | 6               | 5          | 3           | 11                | 16         | 30            | –             |         |
| Tomáš Kyncl | –          | –          | –              | –              | q               | q               | –               | –               | –                | –                           | –              | –                  | –              | –              | –              | –                      | –                      | –              | –              | –            | –            | –               | –          | –           | –                 | –          | –             | –             |         |
| Jan Matura | 41         | 31         | 35             | 39             | 40              | 35              | 31              | 34              | 41               | 42                          | q              | 30                 | 31             | q              | q              | 53                     | 20                     | 33             | 19             | 11           | 14           | 37              | q          | 39          | 33                | 38         | q             | –             |         |
| Jan Mazoch | –          | –          | –              | –              | 37              | 38              | –               | –               | q                | 46                          | q              | 45                 | 43             | –              | –              | –                      | –                      | –              | –              | –            | –            | 22              | –          | –           | –                 | –          | q             | –             |         |
| Vlastibor Sedlák | –          | –          | –              | –              | q               | q               | –               | –               | –                | –                           | –              | –                  | –              | –              | –              | –                      | –                      | –              | –              | –            | –            | –               | –          | –           | –                 | –          | –             | –             |         |
| Estonia |            |            |                |                |                 |                 |                 |                 |                  |                             |                |                    |                |                |                |                        |                        |                |                |              |              |                 |            |             |                   |            |               |               |         |
| Jaan Jüris | 29         | 44         | q              | q              | –               | –               | 48              | 48              | q                | q                           | q              | q                  | 45             | q              | q              | 64                     | q                      | –              | –              | –            | –            | –               | q          | q           | q                 | q          | –             | –             |         |
| Jens Salumäe | 33         | q          | q              | 36             | –               | –               | 46              | 35              | q                | 33                          | q              | q                  | –              | q              | q              | 62                     | 44                     | –              | –              | –            | –            | q               | q          | q           | q                 | q          | q             | –             |         |
| Finlandia |            |            |                |                |                 |                 |                 |                 |                  |                             |                |                    |                |                |                |                        |                        |                |                |              |              |                 |            |             |                   |            |               |               |         |
| Janne Ahonen | 1          | 1          | 1              | 1              | 2               | 1               | 1               | 1               | 1                | 1                           | 1              | 2                  | 1              | –              | –              | 1                      | 7                      | 4              | 2              | –            | –            | –               | 4          | 12          | 4                 | 18         | 17            | 6             |         |
| Lauri Hakola | q          | –          | –              | –              | –               | –               | –               | –               | –                | –                           | –              | –                  | –              | –              | –              | –                      | –                      | –              | –              | –            | –            | –               | –          | q           | –                 | –          | –             | –             |         |
| Janne Happonen | 21         | 42         | 42             | 40             | q               | 48              | –               | –               | –                | –                           | –              | –                  | –              | –              | –              | –                      | –                      | –              | –              | –            | –            | 50              | –          | 19          | 30                | q          | –             | –             |         |
| Jussi Hautamäki | 34         | 21         | q              | 32             | 49              | 46              | –               | –               | –                | –                           | –              | –                  | –              | –              | –              | –                      | –                      | 35             | 41             | 20           | 9            | 46              | 27         | 24          | 34                | 37         | –             | –             |         |
| Matti Hautamäki | 4          | 4          | 6              | 5              | 7               | 12              | 6               | 6               | 6                | 11                          | 19             | 12                 | 49             | 6              | 4              | 10                     | 10                     | 7              | 10             | –            | –            | 1               | 1          | 1           | 1                 | 1          | 1             | 4             |         |
| Herman Huczkowski | 45         | –          | –              | –              | –               | –               | –               | –               | –                | –                           | –              | –                  | –              | –              | –              | –                      | –                      | –              | –              | –            | –            | –               | –          | q           | –                 | –          | –             | –             |         |
| Joonas Ikonen | q          | –          | –              | –              | –               | –               | –               | –               | –                | –                           | –              | –                  | –              | –              | –              | –                      | –                      | –              | –              | –            | –            | –               | –          | 25          | –                 | –          | –             | –             |         |
| Risto Jussilainen | –          | –          | –              | –              | –               | –               | –               | –               | 12               | 20                          | 33             | 39                 | 26             | 7              | 3              | 15                     | 3                      | 3              | 11             | 5            | 2            | 16              | 19         | 6           | 47                | 25         | 15            | 14            |         |
| Akseli Kokkonen | q          | q          | –              | –              | –               | –               | –               | –               | –                | –                           | –              | –                  | –              | –              | –              | 53                     | 31                     | 37             | 29             | 16           | 36           | –               | 43         | q           | –                 | –          | –             | –             |         |
| Kalle Keituri | q          | –          | –              | –              | –               | –               | –               | –               | –                | –                           | –              | –                  | –              | –              | –              | –                      | –                      | –              | –              | –            | –            | –               | 20         | 46          | 29                | 44         | 22            | –             |         |
| Tami Kiuru | q          | 20         | 22             | 17             | 33              | 22              | 42              | 20              | 20               | 40                          | 24             | 39                 | 24             | 27             | 23             | 26                     | 50                     | –              | –              | –            | –            | 38              | 33         | 39          | 24                | 39         | 26            | –             |         |
| Veli-Matti Lindström | 27         | 27         | q              | q              | 43              | q               | –               | –               | 33               | q                           | 38             | q                  | q              | q              | q              | –                      | –                      | 38             | 34             | –            | –            | –               | –          | 43          | –                 | –          | –             | –             |         |
| Harri Olli | q          | –          | –              | –              | –               | –               | –               | –               | –                | –                           | –              | –                  | –              | –              | –              | –                      | –                      | –              | –              | –            | –            | –               | –          | –           | –                 | –          | –             | –             |         |
| Olli Pekkala | q          | –          | –              | –              | –               | –               | –               | –               | –                | –                           | –              | –                  | –              | –              | –              | –                      | –                      | –              | –              | –            | –            | –               | –          | 41          | –                 | –          | –             | –             |         |
| Juha-Matti Ruuskanen | 48         | –          | –              | –              | –               | –               | –               | –               | –                | –                           | –              | –                  | –              | –              | –              | –                      | –                      | –              | –              | –            | –            | –               | –          | –           | –                 | –          | –             | –             |         |
| Pekka Salminen | 26         | 33         | –              | –              | –               | –               | –               | –               | –                | –                           | –              | –                  | –              | –              | –              | –                      | –                      | –              | –              | –            | –            | –               | –          | –           | –                 | –          | –             | –             |         |
| Kimmo Yliriesto | 44         | –          | –              | –              | –               | –               | –               | –               | –                | –                           | –              | –                  | –              | –              | –              | –                      | –                      | 29             | 24             | 7            | 40           | 48              | –          | 47          | –                 | –          | –             | –             |         |
| Francja |            |            |                |                |                 |                 |                 |                 |                  |                             |                |                    |                |                |                |                        |                        |                |                |              |              |                 |            |             |                   |            |               |               |         |
| Emmanuel Chedal | 31         | q          | 36             | 42             | 43              | 36              | 38              | 37              | –                | 44                          | q              | q                  | 46             | q              | q              | 31                     | q                      | –              | –              | 19           | 34           | –               | 36         | 42          | 28                | q          | q             | –             |         |
| Nicolas Dessum | 32         | q          | q              | 37             | 45              | 36              | 42              | 44              | –                | 37                          | 14             | 41                 | 27             | q              | q              | 38                     | 31                     | 47             | 33             | 32           | 41           | –               | –          | –           | –                 | –          | q             | –             |         |
| David Lazzaroni | –          | –          | –              | –              | –               | –               | 44              | 31              | 37               | 50                          | 31             | 34                 | 34             | q              | q              | 51                     | q                      | –              | –              | –            | –            | q               | q          | q           | q                 | q          | –             | –             |         |
| Holandia |            |            |                |                |                 |                 |                 |                 |                  |                             |                |                    |                |                |                |                        |                        |                |                |              |              |                 |            |             |                   |            |               |               |         |
| Boy van Baarle | –          | –          | –              | –              | –               | –               | –               | –               | –                | –                           | q              | q                  | –              | –              | –              | –                      | –                      | –              | –              | –            | –            | –               | –          | –           | –                 | –          | –             | –             |         |
| Japonia |            |            |                |                |                 |                 |                 |                 |                  |                             |                |                    |                |                |                |                        |                        |                |                |              |              |                 |            |             |                   |            |               |               |         |
| Kazuyoshi Funaki | q          | 28         | 30             | q              | 37              | 42              | 35              | q               | q                | q                           | 30             | q                  | 35             | 31             | 33             | 52                     | q                      | –              | –              | 1            | 10           | –               | 45         | –           | 37                | –          | 32            | 29            |         |
| Akira Higashi | q          | 46         | 32             | q              | 48              | 38              | 49              | 50              | 36               | 21                          | 9              | 29                 | 42             | 37             | 40             | 39                     | 47                     | –              | –              | 10           | 35           | –               | 48         | q           | q                 | 21         | –             | –             |         |
| Tsuyoshi Ichinohe | –          | –          | –              | –              | –               | –               | –               | –               | –                | –                           | –              | –                  | –              | –              | –              | –                      | –                      | –              | –              | 27           | 16           | 41              | –          | –           | –                 | –          | –             | –             |         |
| Daiki Itō | q          | 12         | 20             | 38             | 10              | 10              | 9               | 24              | 4                | 10                          | 11             | 3                  | 6              | 19             | 6              | 13                     | 9                      | –              | –              | 33           | 33           | 32              | 41         | 23          | 12                | 10         | 18            | 13            |         |
| Yūsuke Kaneko | –          | –          | –              | –              | –               | –               | –               | –               | –                | –                           | –              | –                  | –              | –              | –              | –                      | –                      | –              | –              | 35           | 17           | –               | –          | –           | –                 | –          | –             | –             |         |
| Noriaki Kasai | 6          | 6          | 14             | 9              | 11              | 5               | 10              | 25              | 15               | 15                          | 20             | 10                 | 13             | 34             | 22             | –                      | –                      | –              | –              | 9            | 7            | 18              | 25         | 29          | 27                | 31         | 39            | 31            |         |
| Hideharu Miyahira | 10         | 26         | 26             | 16             | 29              | 30              | 37              | 19              | q                | 31                          | 29             | 38                 | 38             | 29             | 35             | 28                     | 33                     | –              | –              | 17           | 21           | –               | 47         | 50          | q                 | 43         | q             | –             |         |
| Takanobu Okabe | –          | –          | –              | –              | –               | –               | –               | –               | –                | –                           | –              | –                  | –              | q              | q              | 22                     | 14                     | –              | –              | 23           | 18           | 24              | –          | 32          | –                 | 29         | 37            | –             |         |
| Yukio Sakano | –          | –          | –              | –              | –               | –               | –               | –               | –                | –                           | –              | –                  | –              | –              | –              | –                      | –                      | –              | –              | 39           | 27           | –               | –          | –           | –                 | –          | –             | –             |         |
| Hiroki Yamada | 39         | 47         | 45             | q              | 41              | 45              | 39              | 43              | –                | –                           | –              | –                  | –              | –              | –              | –                      | –                      | –              | –              | 37           | 12           | –               | –          | –           | –                 | –          | –             | –             |         |
| Kazuya Yoshioka | –          | –          | –              | –              | –               | –               | –               | –               | 34               | 45                          | q              | 28                 | 41             | –              | –              | –                      | –                      | –              | –              | 26           | 32           | –               | –          | –           | –                 | –          | –             | –             |         |
| Fumihisa Yumoto | –          | –          | –              | –              | –               | –               | –               | –               | –                | –                           | –              | –                  | –              | –              | –              | –                      | –                      | –              | –              | 21           | 29           | –               | –          | –           | –                 | –          | –             | –             |         |
| Kazachstan |            |            |                |                |                 |                 |                 |                 |                  |                             |                |                    |                |                |                |                        |                        |                |                |              |              |                 |            |             |                   |            |               |               |         |
| Iwan Karaułow | q          | q          | –              | –              | –               | –               | –               | –               | –                | –                           | –              | –                  | 44             | –              | –              | 61                     | q                      | –              | –              | 41           | 31           | 35              | –          | q           | q                 | 30         | –             | –             |         |
| Nikołaj Karpienko | q          | q          | q              | q              | –               | –               | –               | –               | –                | –                           | –              | –                  | q              | –              | –              | –                      | –                      | –              | –              | –            | –            | q               | –          | –           | –                 | –          | –             | –             |         |
| Asan Tachtachunow | –          | –          | q              | q              | –               | –               | q               | q               | 40               | q                           | q              | q                  | 50             | –              | –              | –                      | –                      | –              | –              | –            | –            | q               | –          | –           | –                 | –          | –             | –             |         |
| Radik Żaparow | –          | –          | –              | –              | –               | –               | q               | q               | 47               | q                           | q              | q                  | 33             | –              | –              | 63                     | 34                     | –              | –              | 30           | 20           | q               | –          | q           | q                 | q          | –             | –             |         |
| Korea Południowa |            |            |                |                |                 |                 |                 |                 |                  |                             |                |                    |                |                |                |                        |                        |                |                |              |              |                 |            |             |                   |            |               |               |         |
| Choi Heung-chul | –          | –          | –              | –              | –               | –               | –               | –               | –                | –                           | –              | –                  | –              | –              | –              | 60                     | q                      | –              | –              | 34           | 22           | –               | –          | –           | –                 | –          | –             | –             |         |
| Choi Yong-jik | q          | –          | –              | –              | –               | –               | –               | –               | –                | –                           | –              | –                  | –              | –              | –              | –                      | –                      | –              | –              | –            | –            | –               | –          | –           | –                 | –          | –             | –             |         |
| Kang Chil-ku | q          | –          | q              | q              | –               | –               | –               | –               | –                | –                           | q              | –                  | –              | –              | –              | –                      | –                      | –              | –              | –            | –            | –               | –          | –           | –                 | –          | –             | –             |         |
| Niemcy |            |            |                |                |                 |                 |                 |                 |                  |                             |                |                    |                |                |                |                        |                        |                |                |              |              |                 |            |             |                   |            |               |               |         |
| Ferdinand Bader | –          | –          | –              | –              | –               | –               | –               | –               | 43               | q                           | –              | –                  | –              | –              | –              | 59                     | 43                     | 50             | 40             | 28           | 5            | –               | –          | –           | –                 | –          | –             | –             |         |
| Kai Bracht | –          | –          | –              | –              | –               | –               | –               | –               | 27               | q                           | –              | –                  | –              | –              | –              | –                      | –                      | –              | –              | –            | –            | –               | –          | –           | –                 | –          | –             | –             |         |
| Christian Bruder | –          | –          | –              | –              | –               | –               | –               | –               | q                | q                           | –              | –                  | –              | –              | –              | –                      | –                      | –              | –              | 14           | 24           | –               | q          | q           | 39                | 48         | q             | –             |         |
| Alexander Herr | 2          | 9          | 10             | 14             | 17              | 17              | 16              | 12              | 44               | 22                          | 43             | 25                 | –              | –              | –              | –                      | –                      | –              | –              | –            | –            | –               | –          | –           | –                 | –          | –             | –             |         |
| Stephan Hocke | 49         | q          | 17             | 28             | 19              | 31              | 23              | 29              | q                | 48                          | 34             | q                  | –              | q              | q              | 9                      | 18                     | 17             | 37             | –            | –            | 5               | 34         | 16          | 21                | 23         | 29            | 23            |         |
| Mark Krauspenhaar | –          | –          | –              | –              | –               | –               | –               | –               | 38               | q                           | –              | –                  | –              | –              | –              | –                      | –                      | –              | –              | –            | –            | –               | –          | –           | –                 | –          | –             | –             |         |
| Maximilian Mechler | 42         | 30         | 33             | 41             | –               | –               | 24              | 33              | 19               | 47                          | 35             | 24                 | 40             | 28             | 37             | 45                     | 25                     | 34             | 23             | –            | –            | 14              | 32         | 33          | q                 | 45         | 40            | –             |         |
| Julian Musiol | –          | –          | –              | –              | –               | –               | –               | –               | q                | q                           | –              | –                  | –              | –              | –              | –                      | –                      | –              | –              | –            | –            | –               | –          | –           | –                 | –          | –             | –             |         |
| Michael Neumayer | q          | 35         | 23             | 26             | 22              | 18              | 26              | 23              | 16               | 23                          | q              | 35                 | 12             | 20             | 18             | 50                     | 16                     | 15             | 17             | –            | –            | 29              | 18         | 18          | 15                | 47         | 11            | 9             |         |
| Hans Petrat | –          | –          | –              | –              | –               | –               | –               | –               | 46               | q                           | –              | –                  | –              | –              | –              | –                      | –                      | –              | –              | –            | –            | –               | –          | –           | –                 | –          | –             | –             |         |
| Stefan Pieper | –          | –          | –              | –              | –               | –               | –               | –               | 30               | q                           | –              | –                  | –              | –              | –              | –                      | –                      | –              | –              | –            | –            | –               | –          | –           | –                 | –          | –             | –             |         |
| Jörg Ritzerfeld | 13         | 14         | 28             | 43             | 36              | 41              | 20              | 39              | q                | 28                          | q              | 21                 | 23             | q              | q              | 21                     | 48                     | 22             | 27             | –            | –            | 19              | 30         | 36          | q                 | 33         | q             | –             |         |
| Martin Schmitt | 40         | 40         | 44             | q              | –               | –               | 41              | 46              | 49               | 27                          | 7              | q                  | –              | –              | –              | 46                     | 42                     | –              | –              | –            | –            | 33              | 29         | 14          | 19                | 14         | q             | –             |         |
| Georg Späth | 11         | 18         | 13             | 25             | 3               | 8               | 14              | 7               | 21               | 3                           | 17             | 8                  | 37             | 14             | 21             | 6                      | 36                     | 13             | 13             | –            | –            | 47              | 8          | 10          | 16                | 22         | 8             | 19            |         |
| Michael Uhrmann | 8          | 11         | 21             | 11             | 26              | 29              | 12              | 9               | 8                | 5                           | 8              | 13                 | 4              | 12             | 7              | 16                     | 11                     | 10             | 4              | –            | –            | 2               | 6          | 9           | 5                 | 3          | 14            | 8             |         |
| Andreas Wank | –          | –          | –              | –              | –               | –               | –               | –               | 45               | q                           | –              | –                  | –              | –              | –              | –                      | –                      | –              | –              | –            | –            | –               | –          | –           | –                 | –          | –             | –             |         |
| Norwegia |            |            |                |                |                 |                 |                 |                 |                  |                             |                |                    |                |                |                |                        |                        |                |                |              |              |                 |            |             |                   |            |               |               |         |
| Jon Aaraas | –          | –          | –              | –              | –               | –               | –               | –               | –                | –                           | –              | –                  | –              | –              | –              | –                      | –                      | –              | –              | –            | –            | 26              | –          | –           | 48                | q          | –             | –             |         |
| Anders Bardal | –          | –          | –              | –              | –               | –               | –               | –               | –                | –                           | –              | –                  | –              | –              | –              | 41                     | 19                     | 43             | 42             | –            | –            | 34              | –          | –           | 36                | 27         | 19            | –             |         |
| Børge Gellein Blikeng | –          | –          | –              | –              | –               | –               | –               | –               | –                | –                           | –              | –                  | –              | –              | –              | –                      | –                      | –              | –              | –            | –            | –               | –          | –           | q                 | q          | –             | –             |         |
| Lars Bystøl | –          | –          | 7              | 15             | 6               | 9               | 11              | 8               | 17               | 25                          | 40             | 26                 | –              | 15             | 13             | 12                     | 12                     | 7              | 5              | 5            | 11           | –               | 10         | 7           | 3                 | 7          | 21            | 18            |         |
| Olav Magne Dønnem | –          | –          | –              | –              | –               | –               | –               | –               | –                | –                           | –              | –                  | –              | –              | –              | –                      | –                      | –              | –              | –            | –            | –               | –          | –           | q                 | q          | –             | –             |         |
| Tommy Egeberg | –          | –          | –              | –              | –               | –               | –               | –               | –                | –                           | –              | –                  | –              | –              | –              | –                      | –                      | –              | –              | –            | –            | –               | –          | –           | 46                | q          | –             | –             |         |
| Daniel Forfang | q          | 17         | dns            | –              | –               | –               | –               | –               | 13               | 38                          | 36             | 15                 | 25             | 10             | 11             | 31                     | q                      | 36             | 47             | –            | –            | –               | 17         | 20          | 35                | 9          | 20            | 24            |         |
| Tom Hilde | –          | –          | –              | –              | –               | –               | –               | –               | –                | –                           | –              | –                  | –              | –              | –              | –                      | –                      | –              | –              | –            | –            | –               | –          | –           | q                 | q          | –             | –             |         |
| Tommy Ingebrigtsen | 50         | q          | 18             | 29             | 28              | 24              | 49              | 28              | 23               | 26                          | 10             | 46                 | 39             | q              | q              | 18                     | 37                     | –              | –              | –            | –            | –               | 11         | 22          | 20                | 11         | 6             | 7             |         |
| Roar Ljøkelsøy | 7          | 8          | 4              | 4              | 5               | 2               | 7               | 4               | 2                | 7                           | 13             | 6                  | 17             | 2              | 8              | 5                      | 8                      | 1              | 3              | 3            | 1            | –               | 2          | 2           | 6                 | 8          | 4             | 2             |         |
| Thomas Lobben | –          | –          | –              | –              | –               | –               | –               | –               | –                | –                           | –              | –                  | –              | –              | –              | –                      | –                      | –              | –              | –            | –            | 40              | –          | –           | 42                | q          | –             | –             |         |
| Sigurd Pettersen | 43         | 36         | q              | 30             | 20              | 16              | 36              | 15              | q                | 13                          | 23             | 9                  | 20             | 8              | 12             | 34                     | 39                     | 16             | 44             | –            | –            | –               | q          | 30          | 2                 | 31         | 9             | 11            |         |
| Bjørn Einar Romøren | 18         | 13         | 12             | 27             | 15              | 20              | 13              | 10              | 32               | 29                          | q              | –                  | –              | 23             | 25             | 24                     | 38                     | 27             | 35             | –            | –            | –               | 22         | 5           | 17                | 2          | 3             | 1             |         |
| Morten Solem | q          | q          | 38             | 33             | q               | q               | –               | –               | q                | 30                          | 42             | 42                 | –              | –              | –              | –                      | –                      | –              | –              | 8            | 8            | 21              | 46         | 37          | q                 | 26         | –             | –             |         |
| Henning Stensrud | q          | 25         | 31             | 20             | 21              | 25              | 19              | 16              | 24               | 16                          | 16             | 17                 | 22             | 16             | 14             | 30                     | 41                     | 18             | 26             | 13           | 15           | –               | 12         | 15          | dsq               | 35         | 28            | 10            |         |
| Andreas Vilberg | –          | –          | –              | –              | –               | –               | –               | –               | –                | –                           | –              | –                  | –              | –              | –              | –                      | –                      | –              | –              | –            | –            | –               | –          | –           | q                 | q          | –             | –             |         |
| Polska |            |            |                |                |                 |                 |                 |                 |                  |                             |                |                    |                |                |                |                        |                        |                |                |              |              |                 |            |             |                   |            |               |               |         |
| Marcin Bachleda | –          | –          | –              | –              | –               | –               | q               | q               | –                | –                           | –              | –                  | –              | –              | –              | –                      | –                      | 46             | 46             | –            | –            | 28              | q          | –           | –                 | –          | –             | –             |         |
| Krystian Długopolski | –          | –          | –              | –              | –               | –               | q               | 45              | 28               | q                           | q              | –                  | –              | –              | –              | –                      | –                      | 48             | 39             | –            | –            | –               | –          | –           | –                 | –          | –             | –             |         |
| Stefan Hula | –          | –          | –              | –              | –               | –               | –               | –               | –                | –                           | –              | q                  | q              | –              | –              | –                      | –                      | –              | –              | –            | –            | –               | –          | –           | –                 | –          | q             | –             |         |
| Adam Małysz | 19         | 19         | 15             | 7              | 1               | 11              | 8               | 5               | 3                | 7                           | 2              | 7                  | 9              | 3              | 1              | 7                      | 2                      | 1              | 1              | –            | –            | 9               | 7          | 3           | 22                | 19         | 5             | 15            |         |
| Robert Mateja | –          | –          | –              | –              | 42              | 32              | 18              | 27              | 14               | 12                          | 28             | 26                 | 36             | q              | q              | 17                     | 49                     | 24             | 25             | –            | –            | –               | 42         | q           | 45                | 51         | –             | –             |         |
| Tomasz Pochwała | q          | q          | q              | –              | –               | –               | –               | –               | –                | –                           | –              | –                  | –              | –              | –              | –                      | –                      | q              | q              | –            | –            | –               | –          | –           | –                 | –          | –             | –             |         |
| Mateusz Rutkowski | q          | 49         | q              | q              | –               | –               | –               | –               | –                | –                           | –              | –                  | q              | q              | q              | 36                     | 45                     | 32             | 32             | –            | –            | 43              | –          | –           | –                 | –          | –             | –             |         |
| Wojciech Skupień | q          | q          | q              | 50             | –               | –               | –               | –               | –                | –                           | –              | –                  | –              | –              | –              | –                      | –                      | –              | –              | –            | –            | –               | –          | –           | –                 | –          | q             | –             |         |
| Kamil Stoch | –          | –          | –              | –              | –               | –               | –               | –               | –                | –                           | –              | –                  | –              | –              | –              | –                      | –                      | 44             | q              | –            | –            | 7               | q          | q           | 40                | 34         | –             | –             |         |
| Rafał Śliż | –          | –          | –              | –              | –               | –               | –               | –               | –                | –                           | –              | –                  | –              | –              | –              | –                      | –                      | 45             | 48             | –            | –            | –               | –          | –           | –                 | –          | q             | –             |         |
| Wojciech Tajner | –          | –          | –              | –              | –               | –               | –               | –               | –                | –                           | –              | –                  | –              | –              | –              | –                      | –                      | q              | q              | –            | –            | –               | –          | –           | –                 | –          | –             | –             |         |
| Rosja |            |            |                |                |                 |                 |                 |                 |                  |                             |                |                    |                |                |                |                        |                        |                |                |              |              |                 |            |             |                   |            |               |               |         |
| Ildar Fatkullin | –          | –          | –              | –              | –               | –               | –               | –               | q                | 43                          | –              | –                  | 14             | 32             | 32             | 49                     | 29                     | –              | –              | –            | –            | q               | 35         | –           | –                 | –          | –             | –             |         |
| Dienis Korniłow | –          | –          | –              | –              | –               | –               | –               | –               | –                | –                           | –              | –                  | 18             | dsq            | 28             | –                      | –                      | –              | –              | –            | –            | 30              | 31         | –           | –                 | –          | 25            | –             |         |
| Dmitrij Ipatow | –          | –          | –              | –              | –               | –               | –               | –               | –                | –                           | 46             | 44                 | 28             | –              | –              | 55                     | q                      | 39             | 18             | –            | –            | 42              | 26         | –           | –                 | –          | q             | –             |         |
| Ilja Roslakow | q          | q          | q              | q              | –               | –               | q               | q               | –                | –                           | –              | –                  | –              | –              | –              | –                      | –                      | –              | –              | –            | –            | –               | –          | –           | –                 | –          | –             | –             |         |
| Aleksiej Siłajew | –          | q          | q              | q              | –               | –               | q               | 49              | –                | –                           | –              | –                  | –              | –              | –              | –                      | –                      | –              | –              | –            | –            | –               | -          | –           | –                 | –          | –             | –             |         |
| Dmitrij Wasiljew | 35         | –          | –              | –              | –               | –               | –               | –               | 10               | 19                          | 22             | 14                 | 16             | 17             | 15             | 35                     | 26                     | –              | –              | –            | –            | 12              | 39         | –           | –                 | –          | 27            | 12            |         |
| Słowacja |            |            |                |                |                 |                 |                 |                 |                  |                             |                |                    |                |                |                |                        |                        |                |                |              |              |                 |            |             |                   |            |               |               |         |
| Martin Mesík | q          | q          | 46             | q              | 50              | q               | 39              | 41              | q                | q                           | 48             | 47                 | q              | 39             | 36             | 42                     | q                      | 49             | q              | –            | –            | q               | –          | –           | –                 | –          | –             | –             |         |
| Słowenia |            |            |                |                |                 |                 |                 |                 |                  |                             |                |                    |                |                |                |                        |                        |                |                |              |              |                 |            |             |                   |            |               |               |         |
| Rok Benkovič | 16         | 22         | 24             | 22             | 35              | 43              | –               | –               | 50               | q                           | 21             | 18                 | 29             | q              | q              | 47                     | 12                     | 23             | 45             | –            | –            | 8               | 15         | 8           | 9                 | 4          | 7             | 5             |         |
| Jure Bogataj | –          | –          | –              | –              | –               | –               | –               | –               | –                | –                           | –              | –                  | –              | 18             | 17             | 29                     | 15                     | 28             | 16             | 12           | 39           | –               | 40         | q           | 38                | 49         | q             | –             |         |
| Jernej Damjan | 24         | 16         | 16             | 10             | 18              | 23              | 22              | 25              | 7                | 35                          | 12             | 32                 | 10             | 9              | 10             | 14                     | 46                     | 5              | 8              | –            | –            | 15              | 16         | 31          | 7                 | 13         | 13            | 20            |         |
| Nejc Frank | –          | –          | –              | –              | –               | –               | –               | –               | –                | –                           | –              | –                  | –              | –              | –              | 43                     | 40                     | –              | –              | –            | –            | –               | –          | –           | –                 | –          | –             | –             |         |
| Damjan Fras | –          | –          | –              | –              | –               | –               | –               | –               | –                | –                           | –              | –                  | –              | –              | –              | –                      | –                      | –              | –              | –            | –            | –               | –          | –           | –                 | –          | q             | –             |         |
| Branko Iskra | –          | –          | –              | –              | –               | –               | –               | –               | –                | –                           | –              | –                  | –              | –              | –              | –                      | –                      | –              | –              | –            | –            | –               | –          | –           | –                 | –          | q             | –             |         |
| Robert Kranjec | 47         | 45         | 39             | 46             | 47              | 49              | –               | –               | q                | 49                          | 49             | –                  | –              | q              | q              | –                      | –                      | –              | –              | –            | –            | 23              | 36         | 34          | 41                | 15         | 10            | 16            |         |
| Mitja Mežnar | –          | –          | –              | –              | –               | –               | –               | –               | –                | –                           | –              | –                  | –              | –              | –              | –                      | –                      | –              | –              | –            | –            | q               | –          | –           | –                 | –          | –             | –             |         |
| Primož Peterka | 22         | 24         | 29             | 35             | 31              | 44              | –               | –               | q                | 17                          | 31             | 49                 | 21             | 25             | 33             | 25                     | 27                     | 31             | 14             | –            | –            | 49              | 24         | 26          | 32                | 24         | 35            | 22            |         |
| Primož Pikl | q          | 29         | 33             | 49             | 46              | 50              | 43              | 36              | –                | –                           | –              | –                  | –              | –              | –              | –                      | –                      | –              | –              | –            | –            | –               | –          | –           | –                 | –          | q             | –             |         |
| Jure Radelj | –          | –          | –              | –              | –               | –               | –               | –               | –                | –                           | –              | –                  | –              | –              | –              | –                      | –                      | –              | –              | –            | –            | –               | –          | –           | –                 | –          | q             | –             |         |
| Gorazd Robnik | –          | –          | –              | –              | –               | –               | –               | –               | –                | –                           | –              | –                  | –              | –              | –              | –                      | –                      | –              | –              | –            | –            | –               | –          | –           | –                 | –          | q             | –             |         |
| Jure Šinkovec | –          | –          | –              | –              | –               | –               | –               | –               | –                | –                           | –              | –                  | –              | –              | –              | –                      | –                      | –              | –              | –            | –            | –               | –          | –           | –                 | –          | q             | –             |         |
| Rok Urbanc | –          | –          | –              | –              | –               | –               | –               | –               | –                | –                           | –              | –                  | –              | –              | –              | –                      | –                      | –              | –              | –            | –            | –               | q          | q           | 43                | q          | q             | –             |         |
| Peter Žonta | 20         | 39         | 25             | 33             | 24              | 38              | 32              | 16              | q                | 36                          | 37             | q                  | –              | –              | –              | 33                     | 28                     | 30             | 22             | 15           | 25           | –               | –          | –           | –                 | –          | –             | –             |         |
| Bine Zupan | –          | –          | –              | –              | –               | –               | 34              | q               | –                | –                           | –              | q                  | 30             | 38             | 29             | 57                     | q                      | –              | –              | 28           | 26           | –               | –          | –           | –                 | –          | q             | –             |         |
| Primož Zupan | –          | –          | –              | –              | –               | –               | –               | –               | –                | –                           | –              | –                  | –              | –              | –              | –                      | –                      | –              | –              | –            | –            | –               | –          | –           | –                 | –          | q             | –             |         |
| Stany Zjednoczone |            |            |                |                |                 |                 |                 |                 |                  |                             |                |                    |                |                |                |                        |                        |                |                |              |              |                 |            |             |                   |            |               |               |         |
| Alan Alborn | 37         | 50         | 43             | 43             | 34              | 34              | –               | –               | q                | q                           | 47             | q                  | –              | 35             | 30             | –                      | –                      | –              | –              | –            | –            | –               | –          | –           | –                 | –          | –             | –             |         |
| Clint Jones | 25         | 32         | 37             | 47             | 27              | 26              | –               | –               | q                | q                           | q              | q                  | –              | 36             | 39             | –                      | –                      | –              | –              | –            | –            | 45              | –          | –           | –                 | –          | q             | –             |         |
| Brian Welch | –          | –          | –              | –              | –               | –               | –               | –               | –                | –                           | –              | –                  | –              | –              | –              | –                      | –                      | –              | –              | –            | –            | q               | –          | –           | –                 | –          | –             | –             |         |
| Szwajcaria |            |            |                |                |                 |                 |                 |                 |                  |                             |                |                    |                |                |                |                        |                        |                |                |              |              |                 |            |             |                   |            |               |               |         |
| Simon Ammann | 28         | 41         | 11             | 8              | 15              | 14              | 25              | 13              | 22               | q                           | 44             | 31                 | 7              | 32             | 24             | 11                     | 34                     | 25             | 28             | –            | –            | –               | 14         | 28          | 26                | q          | 24            | 25            |         |
| Andreas Küttel | 23         | 37         | 27             | 21             | 12              | 14              | 17              | 21              | 25               | 14                          | 15             | 20                 | 3              | 22             | 26             | 19                     | 30                     | 14             | 15             | –            | –            | 11              | 13         | 17          | 8                 | 12         | 16            | 21            |         |
| Guido Landert | –          | –          | –              | –              | –               | –               | –               | –               | –                | –                           | –              | –                  | –              | q              | q              | –                      | –                      | q              | q              | –            | –            | –               | –          | –           | –                 | –          | –             | –             |         |
| Michael Möllinger | 12         | 10         | 19             | 23             | 23              | 21              | 20              | 18              | 26               | 39                          | 25             | 19                 | 11             | 26             | 31             | 23                     | 21                     | –              | –              | –            | –            | 17              | 21         | 35          | q                 | 40         | 31            | 30            |         |
| Marco Steinauer | 46         | 43         | q              | 48             | –               | –               | 45              | 42              | 42               | –                           | –              | –                  | 48             | –              | –              | –                      | –                      | q              | 43             | –            | –            | 31              | –          | –           | –                 | –          | –             | –             |         |
| Szwecja |            |            |                |                |                 |                 |                 |                 |                  |                             |                |                    |                |                |                |                        |                        |                |                |              |              |                 |            |             |                   |            |               |               |         |
| Johan Erikson | 38         | 47         | 47             | q              | –               | –               | q               | q               | q                | q                           | q              | q                  | 47             | –              | –              | 47                     | q                      | –              | –              | –            | –            | 27              | –          | 44          | 44                | 46         | q             | –             |         |
| Isak Grimholm | q          | q          | q              | q              | –               | –               | –               | –               | –                | –                           | –              | –                  | –              | –              | –              | –                      | –                      | –              | –              | –            | –            | –               | –          | q           | q                 | q          | –             | –             |         |
| Włochy |            |            |                |                |                 |                 |                 |                 |                  |                             |                |                    |                |                |                |                        |                        |                |                |              |              |                 |            |             |                   |            |               |               |         |
| Giancarlo Adami | –          | –          | –              | –              | –               | –               | –               | –               | –                | –                           | –              | –                  | –              | –              | –              | –                      | –                      | –              | –              | –            | –            | q               | –          | –           | –                 | –          | –             | –             |         |
| Marco Beltrame | –          | –          | –              | –              | –               | –               | –               | –               | –                | –                           | –              | –                  | –              | –              | –              | –                      | –                      | –              | –              | –            | –            | q               | –          | –           | –                 | –          | q             | –             |         |
| Alessio Bolognani | –          | –          | –              | –              | –               | –               | –               | –               | –                | –                           | –              | –                  | –              | –              | –              | –                      | –                      | –              | –              | –            | –            | q               | q          | q           | –                 | –          | –             | –             |         |
| Stefano Chiapolino | –          | –          | –              | –              | –               | –               | –               | –               | –                | –                           | –              | –                  | –              | –              | –              | –                      | –                      | –              | –              | –            | –            | 20              | q          | q           | –                 | –          | –             | –             |         |
| Andrea Morassi | –          | –          | –              | –              | –               | –               | –               | –               | –                | –                           | –              | –                  | –              | –              | –              | –                      | –                      | –              | –              | –            | –            | q               | –          | –           | –                 | –          | –             | –             |         |
| Legenda |            |            |                |                |                 |                 |                 |                 |                  |                             |                |                    |                |                |                |                        |                        |                |                |              |              |                 |            |             |                   |            |               |               |         |
| 1–3 4–30 poniżej 30 q – Zawodnik nie zakwalifikował się dsq – Zawodnik zdyskwalifikowany w konkursie dns – Zawodnik zakwalifikowany nie wystartował w konkursie - – Zawodnik niezgłoszony do konkursu |            |            |                |                |                 |                 |                 |                 |                  |                             |                |                    |                |                |                |                        |                        |                |                |              |              |                 |            |             |                   |            |               |               |         |

## Klasyfikacja generalna Pucharu Świata
| lp. | zawodnik                 | kraj              | punkty |
| --- | ------------------------ | ----------------- | ------ |
| 1.  | Janne Ahonen             | Finlandia         | 1715   |
| 2.  | Roar Ljøkelsøy           | Norwegia          | 1440   |
| 3.  | Matti Hautamäki          | Finlandia         | 1275   |
| 4.  | Adam Małysz              | Polska            | 1201   |
| 5.  | Martin Höllwarth         | Austria           | 1179   |
| 6.  | Jakub Janda              | Czechy            | 1164   |
| 7.  | Thomas Morgenstern       | Austria           | 1138   |
| 8.  | Andreas Widhölzl         | Austria           | 999    |
| 9.  | Michael Uhrmann          | Niemcy            | 804    |
| 10. | Lars Bystøl              | Norwegia          | 613    |
| 11. | Georg Späth              | Niemcy            | 559    |
| 12. | Risto Jussilainen        | Finlandia         | 526    |
| 13. | Daiki Itō                | Japonia           | 511    |
| 14. | Bjørn Einar Romøren      | Norwegia          | 467    |
| 15. | Jernej Damjan            | Słowenia          | 451    |
| 16. | Noriaki Kasai            | Japonia           | 416    |
| 17. | Andreas Küttel           | Szwajcaria        | 395    |
| 18. | Wolfgang Loitzl          | Austria           | 350    |
| 19. | Rok Benkovič             | Słowenia          | 335    |
| 20. | Sigurd Pettersen         | Norwegia          | 314    |
| 21. | Henning Stensrud         | Norwegia          | 275    |
| 22. | Michael Neumayer         | Niemcy            | 259    |
| 23. | Simon Ammann             | Szwajcaria        | 243    |
| 24. | Alexander Herr           | Niemcy            | 233    |
| 25. | Tommy Ingebrigtsen       | Norwegia          | 224    |
| 26. | Michael Möllinger        | Szwajcaria        | 205    |
| 27. | Stephan Hocke            | Niemcy            | 183    |
| 28. | Daniel Forfang           | Norwegia          | 178    |
| 29. | Dmitrij Wasiljew         | Rosja             | 163    |
| 30. | Kazuyoshi Funaki         | Japonia           | 133    |
| 31. | Florian Liegl            | Austria           | 129    |
| 32. | Jörg Ritzerfeld          | Niemcy            | 109    |
| 33. | Tami Kiuru               | Finlandia         | 108    |
| 34. | Primož Peterka           | Słowenia          | 104    |
| 35. | Hideharu Miyahira        | Japonia           | 97     |
| 36. | Andreas Goldberger       | Austria           | 94     |
| 37. | Martin Schmitt           | Niemcy            | 90     |
| 38. | Robert Mateja            | Polska            | 87     |
| 39. | Jure Bogataj             | Słowenia          | 85     |
| 40. | Andreas Kofler           | Austria           | 82     |
| 41. | Morten Solem             | Norwegia          | 80     |
| 42. | Akira Higashi            | Japonia           | 77     |
| 43. | Peter Žonta              | Słowenia          | 74     |
| 44. | Jan Matura               | Czechy            | 66     |
| 45. | Robert Kranjec           | Słowenia          | 65     |
| 46. | Maximilian Mechler       | Niemcy            | 62     |
| 47. | Jussi Hautamäki          | Finlandia         | 61     |
| 48. | Martin Koch              | Austria           | 60     |
| 49. | Takanobu Okabe           | Japonia           | 57     |
| 50. | Ferdinand Bader          | Niemcy            | 48     |
| 51. | Kimmo Yliriesto          | Finlandia         | 45     |
| 52. | Balthasar Schneider      | Austria           | 43     |
| 53. | Kamil Stoch              | Polska            | 36     |
| 54. | Anders Bardal            | Norwegia          | 28     |
| 55. | Christian Bruder         | Niemcy            | 25     |
| 56. | Janne Happonen           | Finlandia         | 23     |
| 56. | Dienis Korniłow          | Rosja             | 23     |
| 58. | Nicolas Dessum           | Francja           | 22     |
| 58. | Kalle Keituri            | Finlandia         | 22     |
| 58. | Hiroki Yamada            | Japonia           | 22     |
| 61. | Dmitrij Ipatow           | Rosja             | 21     |
| 62. | Ildar Fatkullin          | Rosja             | 20     |
| 63. | Tsuyoshi Ichinohe        | Japonia           | 19     |
| 64. | Antonín Hájek            | Czechy            | 17     |
| 64. | Stefan Kaiser            | Austria           | 17     |
| 64. | Akseli Kokkonen          | Finlandia         | 17     |
| 67. | Emmanuel Chedal          | Francja           | 15     |
| 67. | Clint Jones              | Stany Zjednoczone | 15     |
| 69. | Yūsuke Kaneko            | Japonia           | 14     |
| 70. | Fumihisa Yumoto          | Japonia           | 12     |
| 70. | Radik Żaparow            | Kazachstan        | 12     |
| 72. | Stefano Chiapolino       | Włochy            | 11     |
| 72. | Bine Zupan               | Słowenia          | 11     |
| 74. | Reinhard Schwarzenberger | Austria           | 10     |
| 75. | Choi Heung-chul          | Korea Południowa  | 9      |
| 75. | Jan Mazoch               | Czechy            | 9      |
| 77. | Veli-Matti Lindström     | Finlandia         | 8      |
| 77. | Kazuya Yoshioka          | Japonia           | 8      |
| 79. | Joonas Ikonen            | Finlandia         | 6      |
| 80. | Jon Aaraas               | Norwegia          | 5      |
| 80. | Pekka Salminen           | Finlandia         | 5      |
| 82. | Kai Bracht               | Niemcy            | 4      |
| 82. | Johan Erikson            | Szwecja           | 4      |
| 82. | Yukio Sakano             | Japonia           | 4      |
| 85. | Marcin Bachleda          | Polska            | 3      |
| 85. | Krystian Długopolski     | Polska            | 3      |
| 85. | Kim Hyun-ki              | Korea Południowa  | 3      |
| 88. | Maksim Anisimau          | Białoruś          | 2      |
| 88. | Jaan Jüris               | Estonia           | 2      |
| 88. | Primož Pikl              | Słowenia          | 2      |
| 91. | Alan Alborn              | Stany Zjednoczone | 1      |
| 91. | Iwan Karaułow            | Kazachstan        | 1      |
| 91. | Roland Müller            | Austria           | 1      |
| 91. | Stefan Pieper            | Niemcy            | 1      |

## Klasyfikacja generalna Pucharu Narodów
| Miejsce | Kraj              | Punkty |
| ------- | ----------------- | ------ |
| 1.      | Austria           | 5102   |
| 2.      | Finlandia         | 4771   |
| 3.      | Norwegia          | 4124   |
| 4.      | Niemcy            | 3327   |
| 5.      | Japonia           | 1820   |
| 6.      | Słowenia          | 1727   |
| 7.      | Polska            | 1630   |
| 8.      | Czechy            | 1406   |
| 9.      | Szwajcaria        | 943    |
| 10.     | Rosja             | 677    |
| 11.     | Francja           | 37     |
| 12.     | Stany Zjednoczone | 16     |
| 13.     | Kazachstan        | 13     |
| 14.     | Korea Południowa  | 12     |
| 15.     | Włochy            | 11     |
| 16.     | Szwecja           | 4      |
| 17.     | Estonia           | 2      |
| 17.     | Białoruś          | 2      |